# شيم عريض
شيم عريض (الاسم العلمي: Caranx latus) (بالإنجليزية: Horse-eye jack)‏ هو نوع من الأسماك يتبع جنس الشيم من فصيلة الشيميات.